# ブラインド

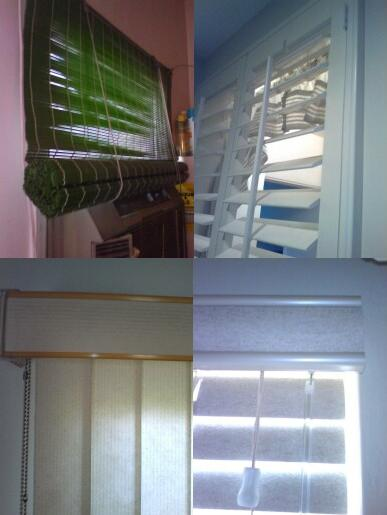
いろいろなブラインド

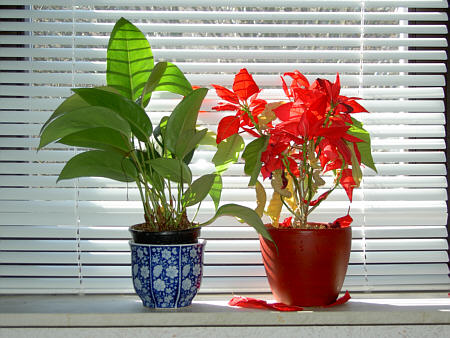
ベネシャンブラインド

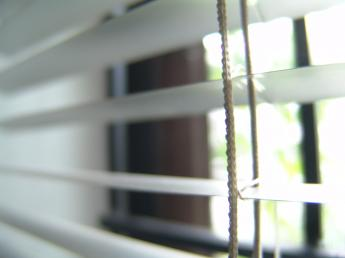
ベネシャンブラインド

ブラインド（blind）は、日射しを調整する目的で窓などの開口部に設置する器具。通常、太陽の位置などに応じてスラットと呼ばれる複数の板（羽根）を回転または昇降させて調整することが可能な構造をもつ。一般的には室内に設置する可動式のものをいうが、屋外に設置するもの（外付けブラインド）もある。

## 形式
日照を調整する装置であり、屋内用（屋内日照調整装置）の水平ブラインドと垂直ブラインド、屋外用（屋外日照調整装置）の水平ブラインドがある。ガラスブロックや障子などと異なり、羽根の間隔や角度を調整することで眺望も調整できる。
家庭用室内ブラインドのうち、操作コードやクランクハンドルなどの操作手段によって昇降又は左右に開閉、または角度調整できるようにしたものをギヤ式ブラインドという。操作手段によって、チルトポール（棒）によるものをチルトポール式、コード（紐）によるものをドラム式などということもある。
ギヤ式ブラインドは、ベネシャンブラインド、ロールスクリーン、バーチカルブラインド、プリーツスクリーン、ハニカムスクリーン、ローマンシェード、パネルスクリーンに分けられる。
ベネシャンブラインド
水平方向に複数のスラット（アルミまたは木製）を組み、その個々の回転で調光、上下で開閉を行うもの。
ロールスクリーン
フラットなスクリーンを上部の巻き上げ機構で上下させて開閉させるもの。
バーチカルブラインド
垂直方向に複数のルーバー（羽根）をつけて、その個々の回転で調光し、左右に開閉できるようにした縦型のブラインド。
プリーツスクリーン
布生地にプリーツ加工を施し、折り畳んで上下に開閉するようにしたもの。
ハニカムスクリーン
プリーツスクリーンの一種で、二重構造にして断面を蜂の巣（ハニカム）状にしたもの。
ローマンシェード
布生地（ファブリック）のシェード（幕体）を昇降器具に取り付けて上下に開閉できるようにしたもの。
パネルスクリーン
布製の生地をスクリーン（パネル）としてレールに吊して左右方向に開閉できるようにしたもの。
旧国鉄583系や同時期に製造された食堂車など一部の鉄道車両や、住宅用の中には、二重窓の間に設置したものや、複層ガラス（ペアガラス）の間に組み込んでサッシと一体化したブラインドサッシもある。
手動式が多いが自動制御にしたベネシャンブラインドなどもある。

## 歴史
人工のブラインドが最初に使われたとして記録に残っているのは、今からおよそ5000年前、エジプトのファラオ王朝時代にさかのぼる。それは、繊維でより合わせた葦を、戸口や窓辺にぶら下げていた。当時紅海の西海岸を席巻していたペルシャの奴隷商人が、この葦のカーテンを自国に紹介、その後形態が様々に変化しながら世界中に伝わっていったと言われている。
その後、住環境や人々の意識の変化によって、ブラインドに対するニーズも多様化。それに伴って改良が盛んに行われ、様々なタイプのブラインドやシェードが発売されるようになった。現在最も一般的に使用されているヨコ型ブラインドの原型が生まれたのはイタリアのベニスといわれている。
現在のアルミ製ベネシャンブラインドは1946年、アメリカのハンター・ダグラス社が開発・発売したものが最初であり、ブラインド業界のパイオニア的存在でもある。同社は現在はオランダに本拠を移している。

## 保守

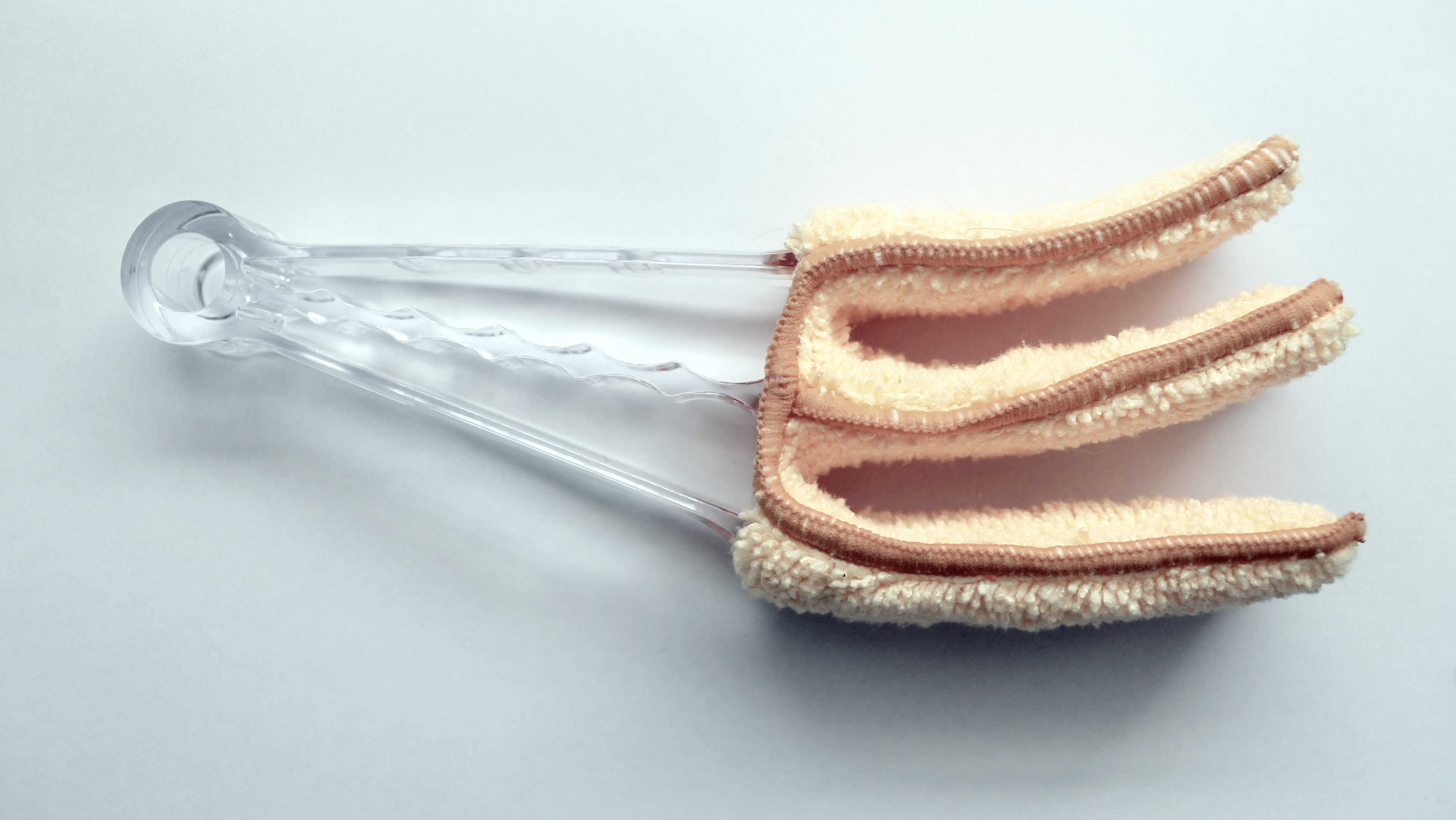
2枚のスラットを一度に払拭できるブラインドクリーナー

埃がたまりやすく除去に手間がかかるのが欠点である。専用の掃除器具であるブラインドクリーナーも発売されている。

## 安全対策
窓のブラインドを動かす紐などによる子供の窒息事故が、カナダでは1年に約1回のペースで起きていることから、カナダでは窓のブラインド製品に対する安全性の基準がある。米国消費者製品安全委員会は、子供の窒息事故防止のため、窓のブラインドを動かすコードをコードレス化することを推奨している。